# Funicolare Beppu Rakutenchi
La funicolare Beppu Rakutenchi (別府ラクテンチケーブル?, Beppu Rakutenchi Kēburu) è una funicolare situata nella città di Beppu, nella prefettura di Ōita, in Giappone. Permette l'accesso al parco divertimenti Beppu Rakutenchi sul Monte Tateishi.

## Storia
La linea fu aperta il 21 settembre 1929 come mezzo di accesso al parco divertimenti Beppu Rakutenchi. Nel 1944 la linea viene sospesa perché non urgente e non necessaria e i binari e le carrozze sono stati smontati per fornire l'acciaio per la guerra. Il 16 giugno 1950 viene ripresa l'attività della funivia di Beppu. Il parco divertimenti e la funivia vengono gestiti da Beppu kokusai kankō a partire dal 1954, ma a causa di difficoltà finanziarie, nel novembre 2003 la società è stata sostituita da Okamoto Seisakusho, un'azienda con sede a Osaka che produce e rimette a nuovo attrezzature per parchi giochi e rivitalizza parchi divertimenti utilizzando attrezzature usate. Il parco divertimenti è diventato Beppu Wonder Rakutenchi. Tuttavia, il numero di visitatori ha continuato a diminuire e nel luglio 2008 Okamoto Seisakusho ha annunciato che si sarebbe ritirata dalla gestione e che avrebbe chiuso il parco alla fine di agosto se non fosse stato trovato un cessionario. Il 18 agosto 2008 le attività del parco divertimenti Beppu Rakutenchi, comprese le linee via cavo, vengono trasferire a Kyūshū Kankō Home Group, una società immobiliare e turistica con sede a Ōita, nella prefettura di Ōita, ma all'inizio di novembre le trattative per il trasferimento dell'attività sono state sospese e il parco divertimenti e le sue operazioni sono state sospese a partire dal 30 novembre. Il 18 luglio 2009 il parco divertimenti viene riaperto, allo stesso tempo è stata riavviata anche la funicolare. Il 1º giugno 2018 la Rakutenchi Co., Ltd. viene separata da Okamoto Seisakusho e la sua attività viene trasferita al Nishi Oil Group.

## Caratteristiche
- Distanza: 0,3 km
- Sistema: binario unico con due carrozze
- Scartamento : 1.067 mm
- Stazioni: 2
- Dislivello: 122 m
- Pendenza massima: 55,8 %

## Materiale rotabile
I due veicoli funicolari si chiamano Sogno (ドリーム?, dorīmu) e Memoria (メモリー?, memorī) e riproducono rispettivamente un cane e un gatto.